# Wskaźniki zespolenia
Wskaźniki zespolenia – w zdaniach złożonych sygnalizują typ związków składniowych między tymi zdaniami.
Wskaźniki zespolenia mogą być wymawianiowe, tj. realizowane poprzez intonację, lub wyrazowe, realizowane przez spójniki hipotaktyczne i parataktyczne (zob. hipotaksa, parataksa) oraz przez tzw. zaimki zespolenia. Zaimki względne (kto, który, jaki, czyj  itp.) w zdaniach podrzędnych pełnią rolę wskaźników zespolenia. W zdaniach nadrzędnych mogą im odpowiadać zaimki wskazujące (wyrażone lub domyślne ten… który; tam… gdzie) nazywane odpowiednikami zespolenia lub zaimek to (nie tylko w M., lecz także w przypadkach zależnych. np. To, że ty jesteś tu, jest nierozważne), nazywany zapowiednikiem zespolenia.